# Лопес, Оскар (футболист, 2006)
О́скар Дави́д Ло́пес Расла́н (исп. Óscar David López Raslan; род. 13 августа 2006, Аларо, Балеарские острова) — боливийский футболист, полузащитник клуба «Мальорка» и сборной Боливии.
Лопес родился в Испании в семье испанца и боливийки.

## Клубная карьера
Лопес — воспитанник испанских клубов «Спортинг Сьютат де Пальма», «Ла Салье», «Сан-Франциско» и «Мальорка».

## Международная карьера
15 ноября 2024 года в отборочном матче чемпионата мира 2026 против сборной Эквадора Лопес дебютировал за сборную Боливии.
В 2025 году Лопес в составе молодёжной сборной Боливии принял участие в молодёжном чемпионате Южной Америки в Венесуэле. На турнире он сыграл в матчах против команд Эквадора, Бразилии, Аргентины и Колумбии.